# فرناندو بينيرو
فرناندو بينيرو (بالإسبانية: Fernando Piñero)‏ هو لاعب كرة قدم أرجنتيني في مركز الدفاع، ولد في 16 فبراير 1993 في San José de la Esquina ‏ في الأرجنتين يلعب في نادي البكيرية السعودي. لعب مع روزاريو سنترال.

## وصلات خارجية
- فرناندو بينيرو على موقع قاعدة بيانات كرة القدم.إي يو (الإنجليزية)
- فرناندو بينيرو على موقع Soccerway.com (الإنجليزية)